# 汪家桥街道
汪家桥街道，是中华人民共和国湖南省常德市津市市下辖的一个乡镇级行政单位。

## 行政区划
汪家桥街道下辖以下地区：
汪家桥社区、新村社区、油榨坊社区、城东社区和澹津社区。